# 芭比星際大冒險
《芭比星際大冒險》（英語：Barbie: Star Light Adventure）是环球影业發行的錄影帶首映動畫電影作品。由安德鲁·谭执导，凯茜·阿诺德编剧，凯特·布蒂利尔协助创作，克里斯托弗·福格尔担任故事监制。該作為芭比動畫系列的第33部電影，也是美泰兒旗下新成立的美泰创作部门（Mattel Creations）推出的首部芭比电影，同时还是第一部在影片开头加入芭比品牌宣传片段的芭比电影。该片于2016年7月30日由Fathom Events举行了24小时的有限影院放映。之后於2016年9月13日以Blu-ray+DVD的形式在美國首次發售，並於2016年10月2日在尼克儿童频道上播出。
香港於2016年9月13日由洲立影視有限公司代理發行DVD。台灣於2016年9月14日由緯麟集團和傳訊時代多媒體聯合代理發行DVD。中国大陆由新汇集团上海声像出版社有限公司和上海新索音乐有限公司联合发行DVD。

## 劇情
根据片头的旁白解释，有一个预言说在某一天，星星将会停止它们的宇宙之舞并彻底消失，除非有能拯救银河的人才能让它们重新发光，恢复银河系的秩序。然而这个预言开始成为现实，星空变得越来越暗。严格又遵守纪律的奥帕伊利亚国王—康斯坦丁，尽管多次失败，但他仍然相信他一定是唯一能拯救银河系的人，并想出了他最新的计划来证明自己，他开始招募年轻人来帮忙。
在遥远的野生动物保护区帕拉丹星球上，芭比是一个热情而冲动的漂浮滑板爱好者，她还能使用念力与动物和物体进行交流。她不太愿意接受康斯坦丁国王的邀请，但她丧偶的父亲却说服她去尝试，然后她去了首都星球奥帕伊利亚。
在一个盛大的欢迎舞会上，康斯坦丁国王把芭比介绍给他组建的团队的其他成员—来自上区的星际金牌得主邵丽，一个爱讽刺又好强的漂浮滑板手，也是一个极速者；不擅长社交的来自酷麦的里奥王子是银河系中最好的飞行员；还有善良的外星双胞胎姐妹，来自塔格拉的卡丽娜和希娜，她们有心灵感应能力，也拥有操纵重力的能力，分别可以使物体变轻或变重。邵丽强迫里奥在舞会上一起跳华尔兹，他却为自己的笨拙感到很丢脸，芭比同情地教他感受律动的节奏来掌握自己的舞步，于是开始了一场狂欢，这样他就可以按照自己的方式跳舞了，但严厉的康斯坦丁国王认为这是一种混乱，并阻止了它。后来，芭比和邵丽在夜晚的漂浮滑板训练中，开始因为共同的孤独和对失去其他星星的恐惧而联系在一起。
在第二天的集训中，康斯坦丁国王向他们解释了他拯救星星的计划，他要出发去银河系的中心，并打算用一台机器把星星弄得井然有序，芭比却认为这样做是不会成功的。然后，他让芭比和邵丽进行一场漂浮滑板比赛，比赛的目的是看谁能更好地带领双胞胎姐妹通过与重力有关的障碍，但当芭比发现危险时，她说服双胞胎姐妹和邵丽与她合作，并利用她的力量从坠落的碎片中救出了邵丽。她们的团结合作使康斯坦丁国王印象深刻，但也担心芭比总是违抗他的命令。当芭比熬夜帮助她的宠物猫爆米花飞行时，康斯坦丁国王告诉她在紧急情况下遵循计划的重要性。
当康斯坦丁国王派他们去捕捉一个星际生物—星龙作为他们训练的一部分时，事情已经到了紧要关头。他们乘坐飞船来到星龙的栖息地，并通过舞蹈的节奏成功捕获到了星龙，但芭比却感觉到这个生物的恐惧和痛苦，并说服其他人放了它，芭比以为康斯坦丁国王想要把它放在动物园里。康斯坦丁国王对芭比的不服从和错误判断感到十分愤怒，并当场解雇了芭比。他需要星龙作为导航到银河系的中心去拯救星星，星龙还能为他们遮挡磁暴保护他们。芭比道歉了，队友们也都为她求情，但康斯坦丁国王执意要解雇她。芭比的父亲在视频通话中开导芭比，使得芭比茅塞顿开，认为这一切还能补救，于是她用心灵感应召唤来了星龙，并友好地向它寻求帮助。最终在队友的压力下，康斯坦丁国王不情愿地屈服了，要求恢复芭比现在的领导地位。
康斯坦丁国王和他的团队在星龙的指引和保护下出发前往银河系的中心。里奥熟练地掌握飞船的方向引导他们到中心行星。在那里，芭比、邵丽、卡丽娜和希娜飞过与重力有关的障碍，为康斯坦丁国王和他的机器扫清前进的道路。他们找到了通往星球核心的道路，那里居住着星星们的化身。然而自大的康斯坦丁国王固执地无视芭比的建议，并告诉他们，他们的任务已经完成了，然后按照原定计划使用了他的设备。所有的星星都被迫按照严格的顺序排列，然后瞬间四散并熄灭了。康斯坦丁国王对自己的再一次失败而感到十分沮丧。芭比双手捧着一颗熄灭的星星，能感觉到星星们因为悲伤和孤独而停止了它们运转的舞蹈，然后她和星星们一起开始了新的舞蹈，让它们重新振作起来，并为银河系恢复了秩序和光明，证明了自己是唯一能拯救银河系的人。
在回家的路上，康斯坦丁国王谦虚地告诉芭比，虽然他们的性格大相径庭，但他们俩应该停止相互对立，开始相互学习对方身上的优点。康斯坦丁国王加冕芭比为星光公主，并邀请她留在自己的王国里，康斯坦丁国王认为芭比身上还有很多优点可以学习，于是芭比和她的朋友们在锐舞舞会上教康斯坦丁国王跳舞。

## 配音員
| 角色                                          | 英語原聲                                  | 國語配音 | 國語配音 | 國語配音 |
| 角色                                          | 英語原聲                                  | 中国大陆 | 台湾     | 广东话   |
| --------------------------------------------- | ----------------------------------------- | -------- | -------- | -------- |
| 芭比（Barbie） 星光公主（Princess Starlight） | 艾莉卡·林貝克（对白） Tarra Layne（唱歌） | 钟薇     | 林沛笭   |          |
| 里奧（Prince Leo）                            | 罗比·戴蒙德                               | 维亚     |          |          |
| 邵丽（Sal-Lee）                               | 金伯莉·伍兹（Kimberly Woods）             | 春华     | 陳貞伃   |          |
| 希娜（Sheena）                                | 莎拉·安妮·威廉姆斯                        | 冰心     |          |          |
| 卡丽娜（Kareena）                             | 莎拉·安妮·威廉姆斯                        | 冰心     |          |          |
| 爸（Barbie's Dad）                            | 迈克尔·钱德勒（Michael Chandler）         | 大牛     |          |          |
| 康斯坦丁国王（King Constantine）              | 德怀特·舒尔茨                             | 大饼     |          |          |
| 阿特米斯（Artemis）                           | 本·布莱索                                 | 瀚海     |          |          |
| 星龙（Starlian）                              | 乔纳森·利波（Jonathan Lipow）             | 高丹     |          |          |
| 爆米花（Pupcorn）                             | 卢西恩·道奇                               | 高丹     |          |          |
| 旁白（Narrator）                              | 劳拉·波斯特                               | 周秀娜   |          |          |

## 歌曲
This Feeling Is Everything
创作：Jordyn Shankle, Mansa Wakili, Jason Rabinowitz, Colton Fisher, Kelli Wakili, Jaron Lamot, Brayden Deskins
演唱：The Math Club feat. Jordyn Kane
制作：Mattel (BMI), Mattel Rhapsody (ASCAP), The Math Club Music (BMI), Bad at Math Music (ASCAP)
Shooting Star
创作：Jordyn Shankle, Mansa Wakili, Jason Rabinowitz, Colton Fisher, Kelli Wakili, Jaron Lamot, Brayden Deskins
演唱：The Math Club feat. Jordyn Kane & Tarra Layne
制作：Mattel (BMI), Mattel Rhapsody (ASCAP), The Math Club Music (BMI), Bad at Math Music (ASCAP)
Starlien Song
创作：Jordyn Shankle, Mansa Wakili, Jason Rabinowitz, Colton Fisher, Kelli Wakili, Jaron Lamot, Brayden Deskins
演唱：The Math Club
制作：Mattel (BMI), Mattel Rhapsody (ASCAP), The Math Club Music (BMI), Bad at Math Music (ASCAP)
Boring Ball Remix
创作：Jordyn Shankle, Mansa Wakili, Jason Rabinowitz, Colton Fisher, Kelli Wakili, Jaron Lamot, Brayden Deskins
演唱：The Math Club
制作：Mattel (BMI), Mattel Rhapsody (ASCAP), The Math Club Music (BMI), Bad at Math Music (ASCAP)
Shooting Star (Acoustic Reprise)
创作：Jordyn Shankle, Mansa Wakili, Jason Rabinowitz, Colton Fisher, Kelli Wakili, Jaron Lamot, Brayden Deskins
演唱：The Math Club feat. Jordyn Kane, Kelli Wakili, and Marty Shannon
制作：Mattel (BMI), Mattel Rhapsody (ASCAP), The Math Club Music (BMI), Bad at Math Music (ASCAP)
Let Your Hair Down
创作：Mansa Wakili, Colton Fisher, Jason Rabinowitz, Jordyn Shankle, Kelli Wakili, Jaron Lamot, Brayden Deskins
演唱：The Math Club feat. Leo Soul
制作：Mattel (BMI), Mattel Rhapsody (ASCAP), The Math Club Music (BMI), Bad at Math Music (ASCAP)
Firefly
创作：Keith Varon, McKay Stevens, Lindsey Stirling
演唱：Lindsey Stirling
制作：KKV Music Publishing Company (ASCAP), Pipeline Global Publishing (BMI), LindseyStomp Music (ASCAP)

## DVD特別收錄
- “萤火虫”音乐MV（"Firefly" Music Video）
- “流星”音乐MV（"Shooting Star" Music Video）
- 笑場片段（Bloopers）
- 芭比的梦幻乌托邦：“稀疏森林”、“彩虹山谷”（2 Barbie Dreamtopia Shorts）

## 備註
1. 1 2  依照芭比系列電影上映次序。

## 資料來源
1. ↑  . 2025-01-29.
2. ↑  . The Futon Critic. 2025-01-29.
3. ↑  Nelson, Jessica; Schwappach, Katherine; Beck, Marissa; Powers, Kelly. . Mattel Creations（英语：Mattel Television）. Fathom Events（英语：Fathom Events）. 27 June 2016  [23 July 2016] –Business Wire.
4. ↑  . 2025-01-29.
5. ↑  . 2025-01-29.
6. ↑  Playasia. . 2025-01-29.
7. ↑  . 2025-01-29.

## 外部連結
- 《芭比星際大冒險》  - 環球影業家庭娛樂（英文）
- 互联网电影数据库（IMDb）上《芭比星際大冒險》的资料（英文）
- AllMovie上《芭比星際大冒險》的资料（英文）
- 爛番茄上《芭比星際大冒險》的資料（英文）
- 豆瓣电影上《芭比星際大冒險》的資料 （简体中文）